# 마헤르 알사예드
마헤르 알사예드(아랍어: ماهر السيد, Maher Al-Sayed, 1979년 3월 13일 ~ )는 시리아의 전 축구 선수이자 현 축구 경영인으로 시리아 축구 국가대표팀 내 역대 국제 A매치 최다 출전 기록 보유자이자 시리아의 유일무이한 FIFA 센추리클럽 가입자이며 현재 알와흐다 SC의 회장을 맡고 있다.

## 같이 보기
- A매치 100경기 이상 출전한 축구 선수 명단